# Гориця (Шепетівський район)
Го́риця, Гор́иці — село в Україні, у Берездівській сільській громаді Шепетівського району Хмельницької області. Населення становить 692 особи.

## Географія
Селом протікає річка Корчик.

## Історія

### У складі Речі Посполитої
1577 село належало князям Острозьких, потім землянину Подольському. В кінці 17 століття належало Анні Острозькій-Ходкевичевій.
1776 року збудовано дерев'яну церкву УГКЦ.

### У складі Російської імперії
У 1906 році село Берездівської волості Новоград-Волинського повіту Волинської губернії. Відстань від повітового міста 47 верст, від волості 7. Дворів 188, мешканців 919.
В кінці 19 століття в селі 196 будинків і 1028 жителів, церкву переведно на синодальне православ'я[джерело?].

### Доба УНР та комуністична окупація
7 (20) листопада 1917 року, відповідно до Третього Універсалу Української Центральної Ради, увійшло до складу Української Народної Республіки.
З З квітня 1918 року — в Українській Державі Павла Скоропадського. З 1921 року — стабільний більшовицький режим.
В Гориці 6 лютого 1930 року пройшов об'єднаний пленум сільської Ради, який оголосив бойкот «куркулям». Прийнято рішення: — кожному «куркульському» господарству залишити в користування не більше 3-х десятин землі; — передати в користування артілі всі господарські будівлі, живий і неживий реманент заможних селян і середняків; — просити керівні органи вислати з села селян, які виступають проти колективізації.
І вже через два дні в тій же Гориці відбулись збори земельної громади (присутні 200 чоловік), які погодились із рішенням пленуму села і звернулися до райвиконкому із пропозицією вислати з села «злісних куркулів» Бойка Якова, Матвійчика Клима, Панасків Пилипа і Василя.
Під час Голодомору комуністи вбили голодом 47 чоловік.
У Гориці розташовувалась центральна садиба колгоспу імені Свердлова. Виробничий напрям бригади — рільництво і м'ясо-молочне тваринництво. Була свиноферма, ферма молодняка великої рогатої худоби, вівцеферма, сад, кузню й млин.

### Незалежна Україна
12 червня 2020 року, відповідно до розпорядження Кабінету Міністрів України № 727-р «Про визначення адміністративних центрів та затвердження територій територіальних громад Хмельницької області», увійшло до складу Берездівської сільської громади.
19 липня 2020 року, в результаті адміністративно-територіальної реформи та ліквідації Славутського району, село увійшло до складу Шепетівського району.

## Населення
Згідно з переписом УРСР 1989 року чисельність наявного населення села становила 851 особа, з яких 393 чоловіки та 458 жінок.
За переписом населення України 2001 року в селі мешкало 689 осіб.

### Мова
Розподіл населення за рідною мовою за даними перепису 2001 року:
| Мова       | Відсоток |
| ---------- | -------- |
| українська | 99,42 %  |
| вірменська | 0,43 %   |
| російська  | 0,14 %   |

## Символіка
Затверджена 23 грудня 2016 р. рішенням № 15 XVII сесії сільської ради VII скликання.

### Герб
У срібному щиті лазурова церква. У лазуровій главі три золоті квітки горицвіту в балку. Щит вписаний в золотий декоративний картуш і увінчаний золотою сільською короною. Внизу картуша напис «ГОРИЦЯ».
Золоті квітки горицвіту стилізовано означають назву (герб є промовистим); церква нагадує про старовинний сільський дерев'яний храм.

### Прапор
В центрі квадратного синього полотнища жовта квітка горицвіту.

## Відомі люди
У селі Гориця народився Микола Самчук (1934) — український зоолог.

## Галерея

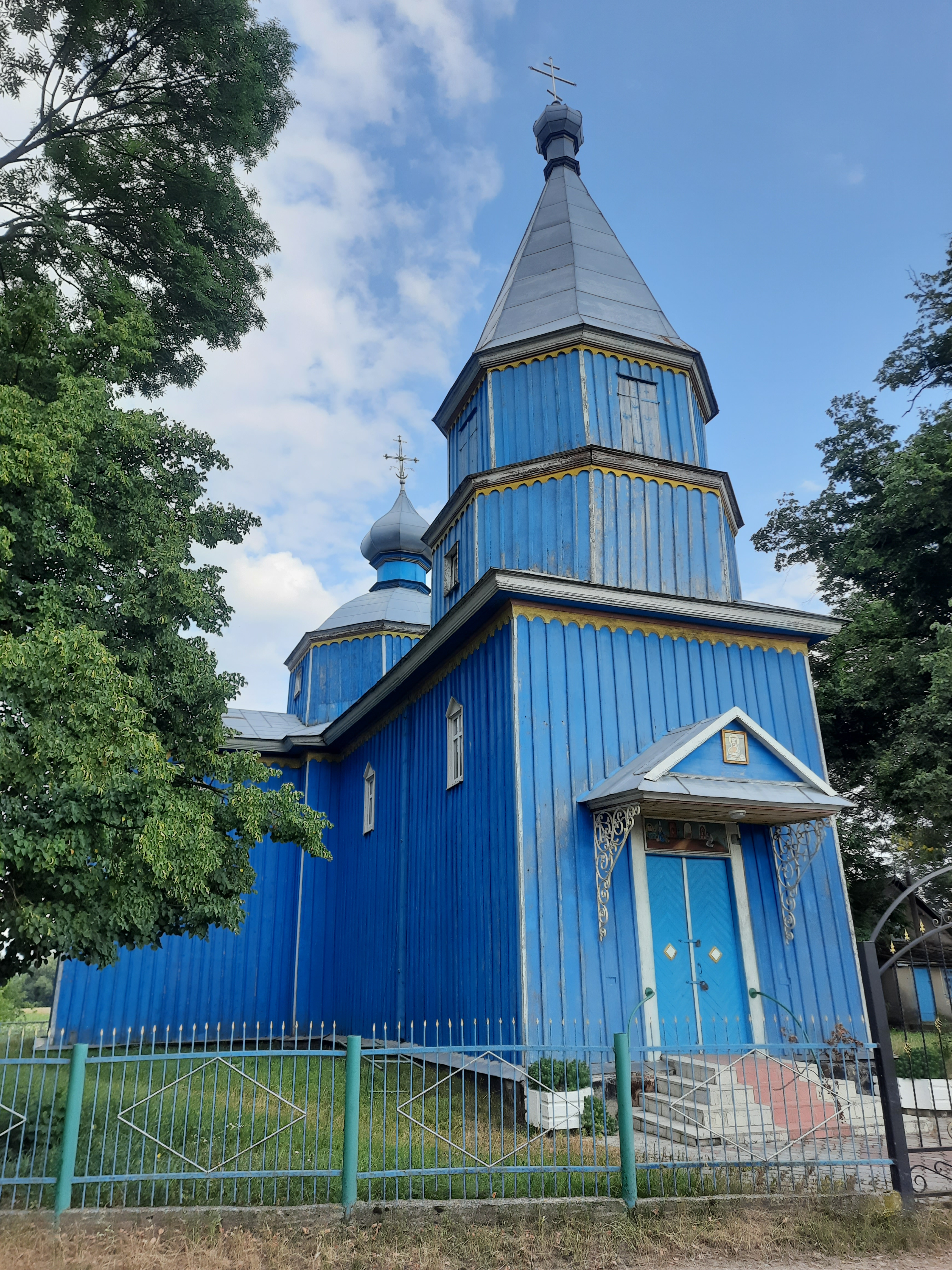
Церква Олександра Невського
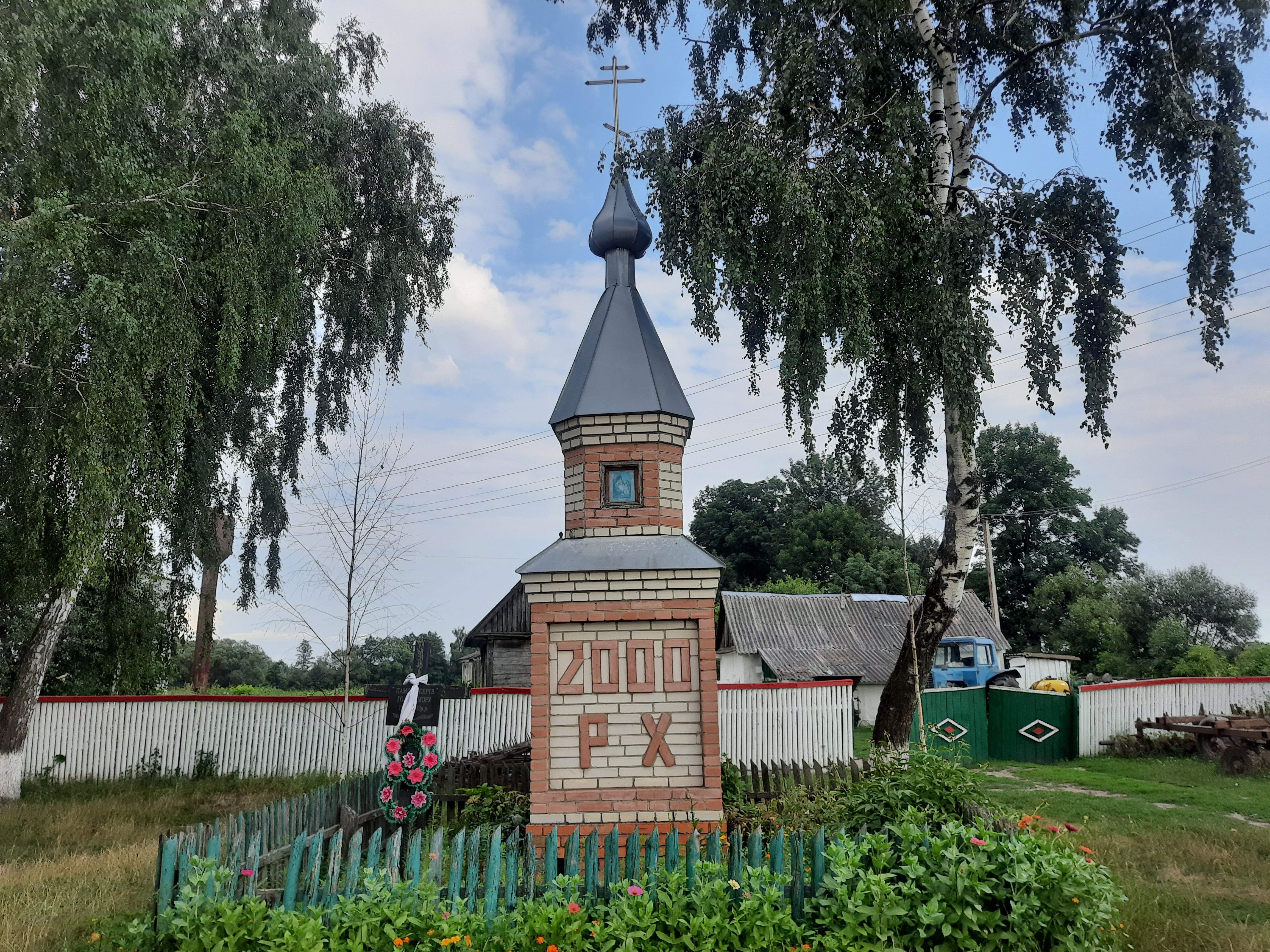
Капличка встановлена до 2000 -ліття хрещення України-Руси,
Сілький ставок